# Enoé González Cabrera
Enoé González Cabrera (Huauchinango, Puebla, 25 de diciembre de 1954-20 de septiembre de 2017) fue una política mexicana, miembro originariamente del Partido Revolucionario Institucional (PRI). Fue diputada federal y dos veces diputada al Congreso de Puebla, así como presidente municipal de Huauchinango.

## Biografía
Enoé González Cabrera fue licenciada en Derecho egresada de la Facultad de Estudios Superiores Acatlán de la Universidad Nacional Autónoma de México y contó con una maestría en Criminología por el Instituto de Foración Profesional de la Procuraduría General de Justicia del Distrito Federal. Ejerció como docente en la Benemérita Universidad Autónoma de Puebla. Fue miembro del PRI desde 1970.
Al terminar sus estidios, ingresó a la Secretaría de Hacienda y Crédito Público, donde entre 1977 y 1979 fue sucesivamente notificadora, verificadora e inspectora fiscal. En 1980 fue abogada dictaminadora de amparos y juicios de nulidad en la Dirección de Asuntos Jurídicos de la Secretaría del Trabajo y Previsión Social, de 1981 a 1983, abogada primero en  la oficina de Créditos y Asuntos Hipotecarios  y luego en la Dirección de Asuntos Jurídicos del Instituto Mexicano del Seguro Social.
Paralelamente en 1981 fue líder juvenil del Frente Nacional Revolucionario Estudiantil y en 1984 coordinadora estatal del Consejo para la Participación de la Mujer del PRI. En 1984 fue electa por primera ocasión diputada al Congreso del Estado de Puebla por el distrito local 18 con cabecera en Huauchinango, desempeñandose en la XLIX Legislatura que concluyó en 1987. En 1986 ocupó el cargo de secretaria general del comité estatal del PRI.
De 1987 a 1990 fue presidente municipal de Huauchinango, la primera mujer en ejercer dicho cargo. Al terminarlo, volvió por segunda ocasión a ser diputada por el distrito 18 local, en esta ocasión a la LI Legislatura de 1990 a 1993. De 1992 a 1993 fue coordinadora municipal del PRI en San Martín Texmelucan, en 1995 integrante del Consejo Consultivo del Consejo Político Estatal, y en 1996 por segunda ocasión secretaria general del comité estatal del partido.
Fue elegida diputada federal por el Distrito 1 de Puebla a la LVII Legislatura de 1997 a 2000. En ella, fue integrante de las comisiones de Asuntos Indígenas; de Ecología y Medio Ambiente; Especial de Equidad y Género; de Fortalecimiento Municipal; y de Gobernación y Puntos Constitucionales.
En 2010 renunció a su militancia en el PRI y se unió al Partido Nueva Alianza que en 2012 la postuló al Senado, no logrando ser elegida al cargo. De forma posterior apoyó la candidatura a gobernador de José Antonio Gali Fayad, que al tomar posesión del cargo la nombró directora del Seguro Popular en Puebla; ejerciendo dicho cargo sufrió un derrame cerebral y posteriormente falleció el 20 de septiembre de 2017.